# 聃伯
聃伯（?—?），中國春秋時期郑国的大夫。
前666年秋，子元带领六百辆战车进攻郑国。前659年秋，由于郑国亲近齐国，楚国进攻郑国。齐桓公和鲁僖公、宋桓公、郑文公、邾文公在荦地结盟，策划救援郑国。前658年冬季，楚成王派军队进攻郑国，鬬章囚禁了郑国的聃伯。